# میکولوواتس
میکولوواتس (به صربی: Mikulovac) یک منطقهٔ مسکونی در صربستان است که در پروکوپلیه واقع شده‌است. میکولوواتس ۳۸۵ نفر جمعیت دارد.